# Lanžhot
Lanžhot (en allemand : Landshut) est une ville du district de Břeclav, ans la région de Moravie-du-Sud, en République tchèque. Sa population s'élevait à 3 627 habitants en 2024.

## Géographie
Lanžhot se trouve à la frontière de l'Autriche et de la Slovaquie, à 7 km au sud-est de Břeclav, à 10 km au nord-est de Rabensburg (Autriche), à 59 km au sud-sud-est de Brno et à 238 km au sud-est de Prague.
La commune est limitée par Kostice et Tvrdonice au nord, par la Slovaquie à l'est et au sud-est, par l'Autriche au sud-ouest et à l'ouest, et par Břeclav à l'ouest.

## Histoire
La première mention écrite de la localité date de 1384

## Galerie

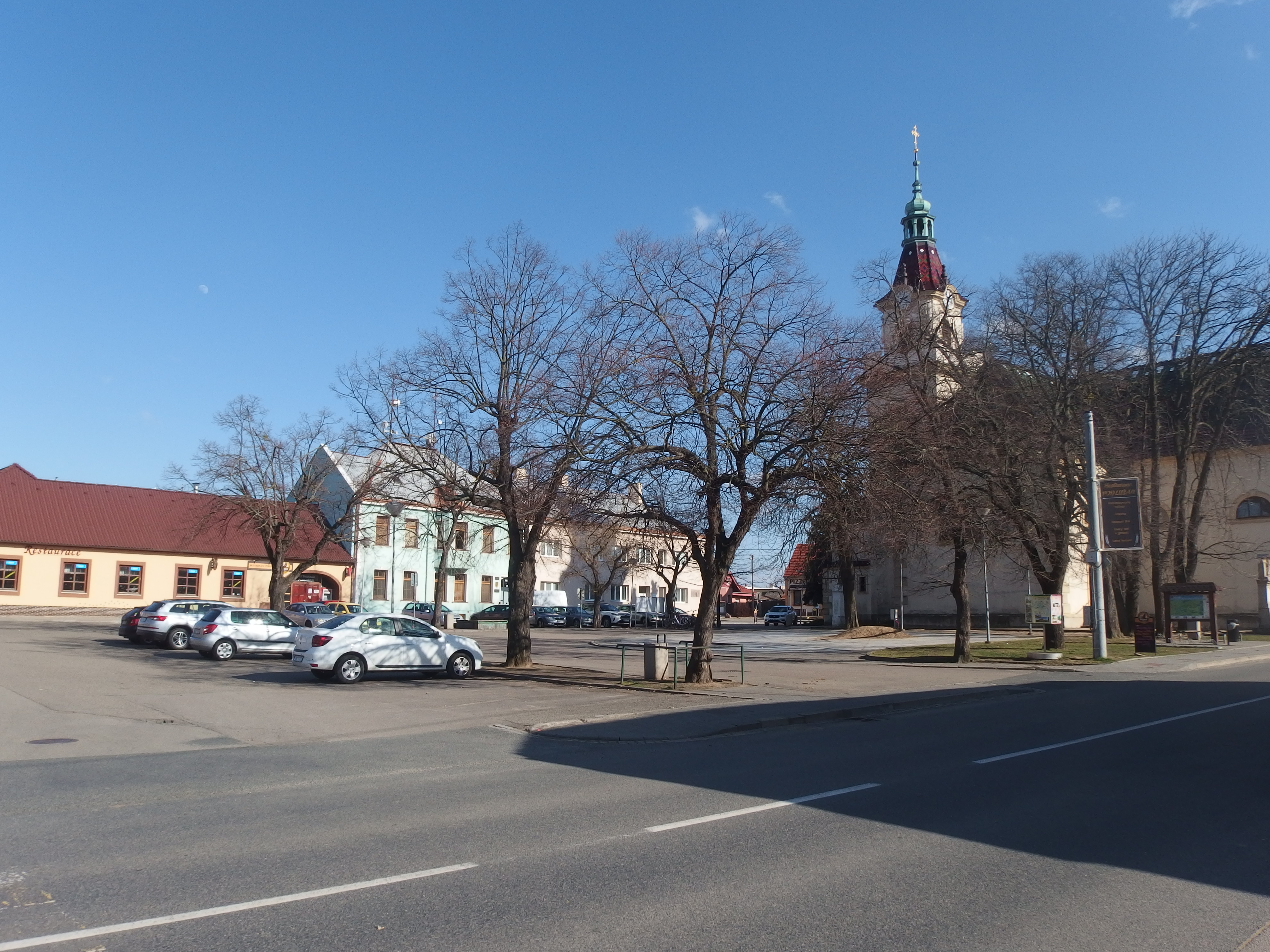
Lanžhot : place centrale.
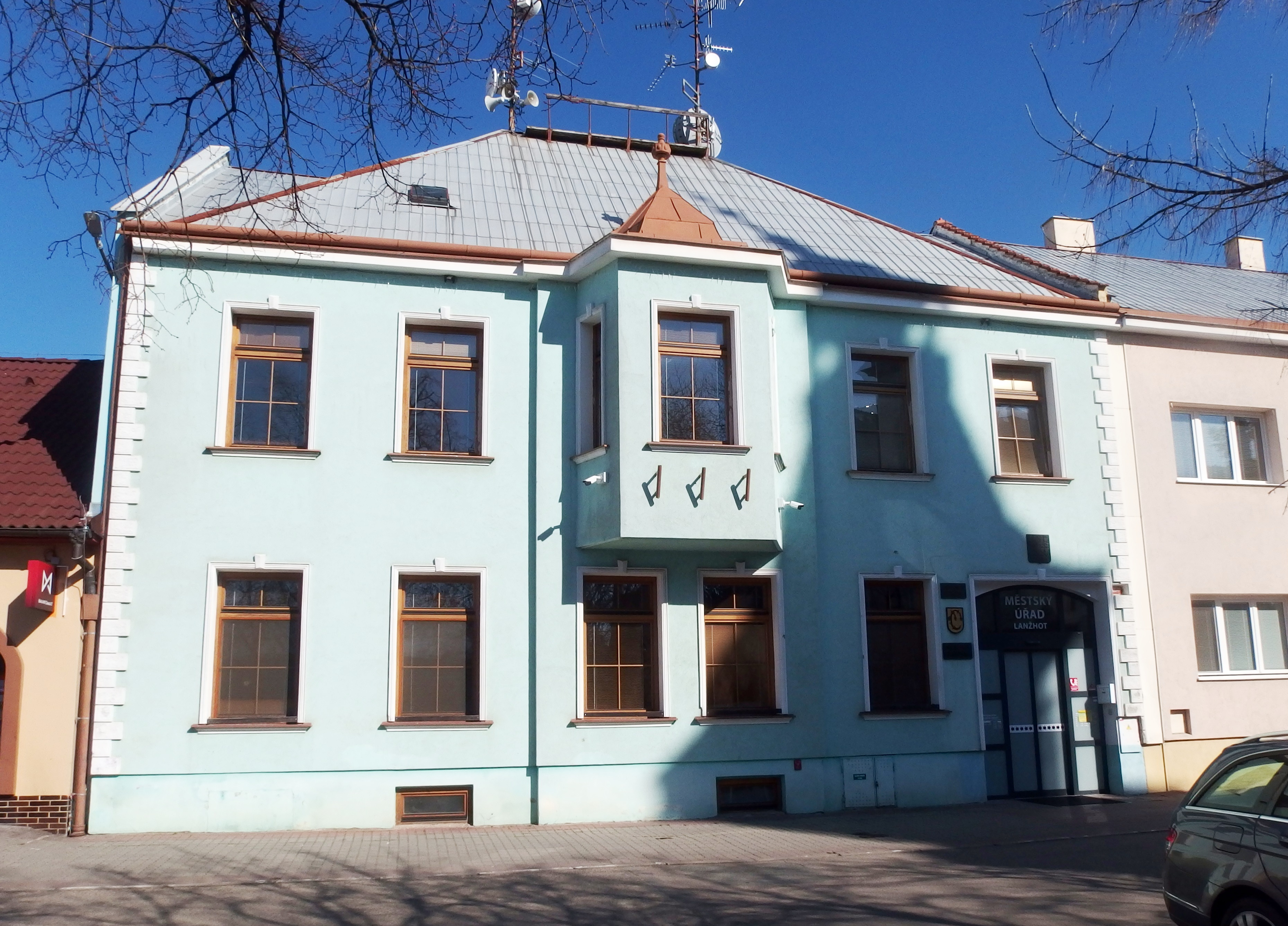
Hôtel de ville.

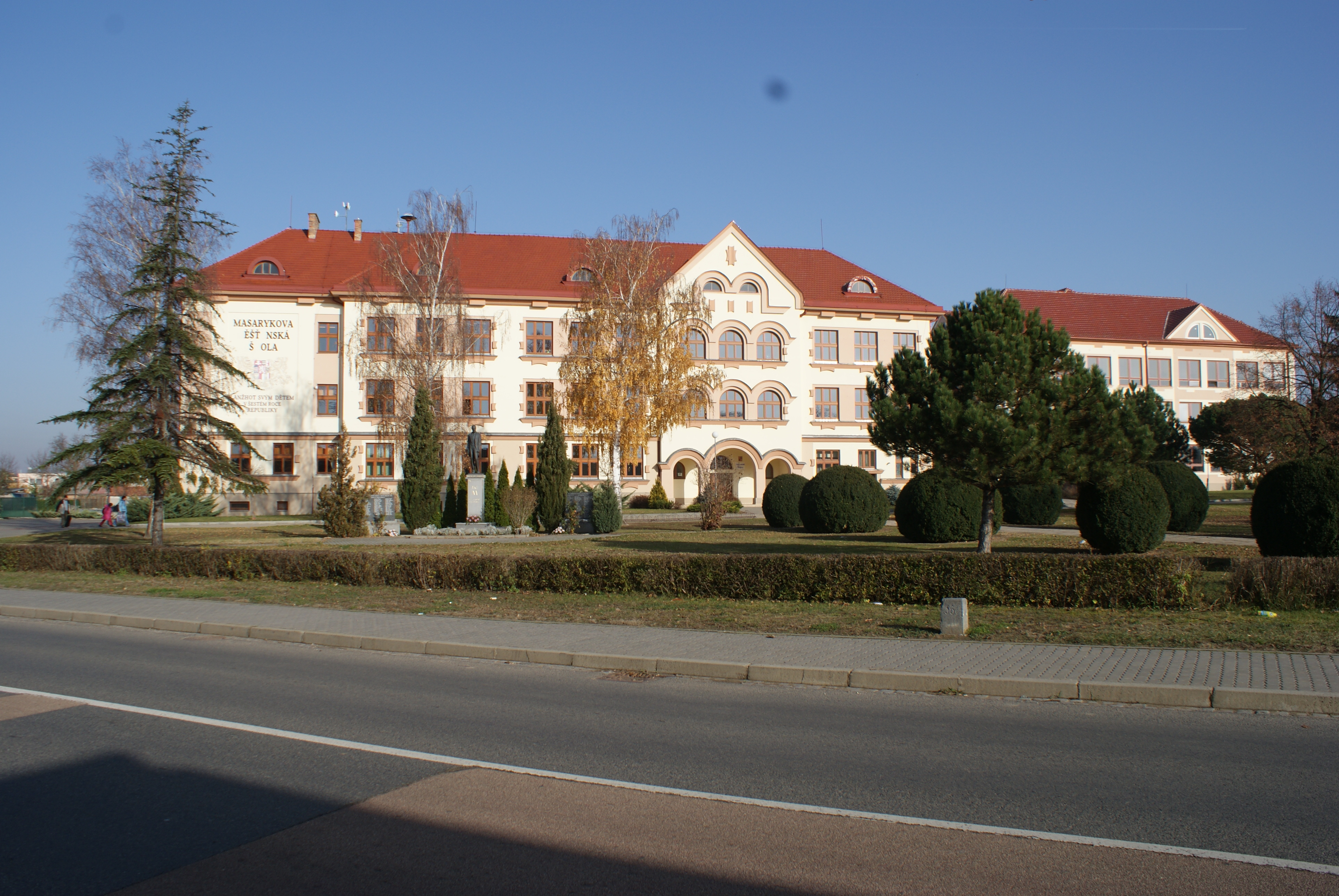
École T.G. Masaryk.
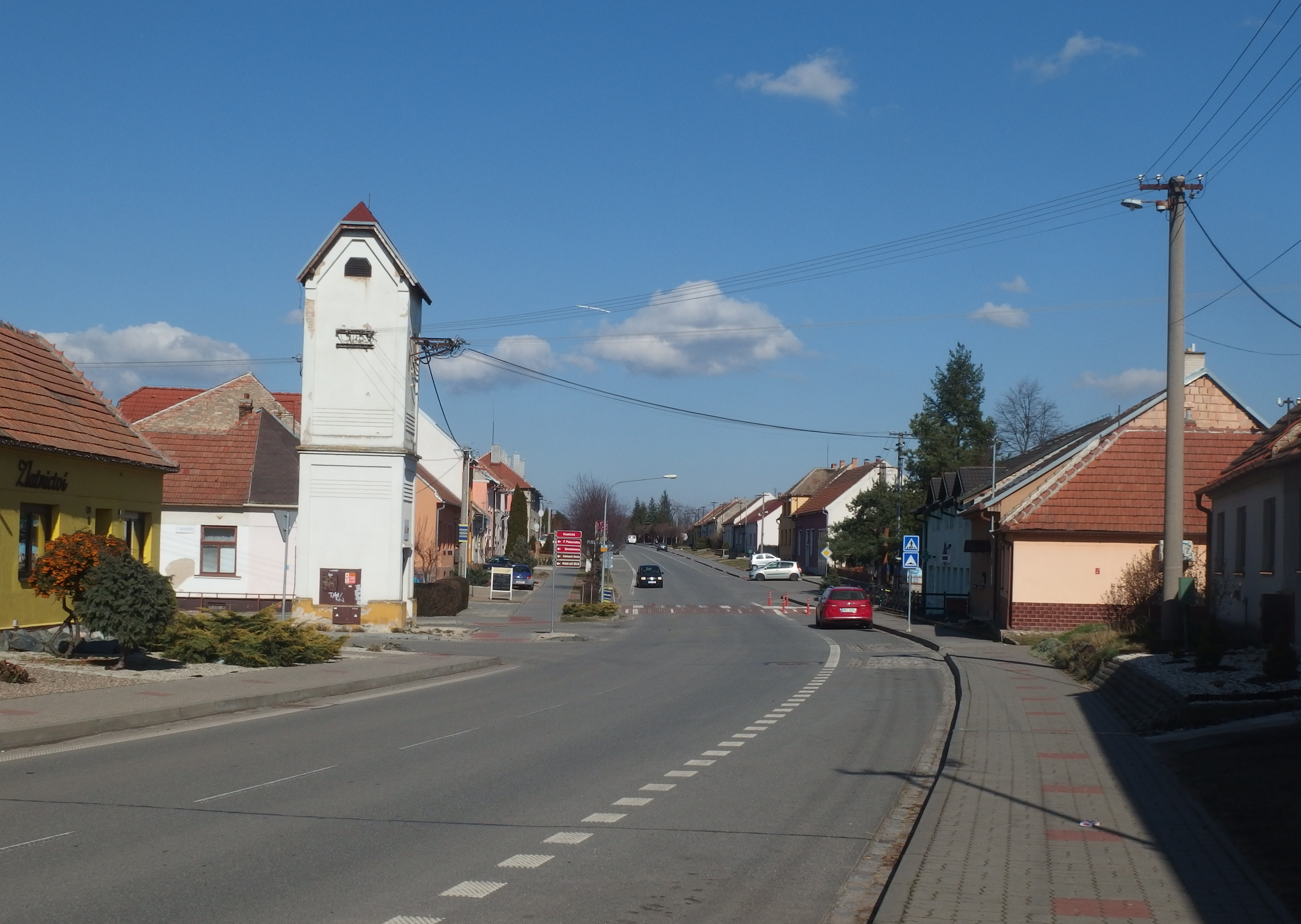
Rue Kostická.

## Transports
Par la route, Lanžhot se trouve à 8,2 km de Břeclav, à 68 km de Brno et à 269 km de Prague.

## Personnalités
- Antonín Bartoš (1910-1998), militaire, résistant et homme politique tchèque

## Jumelage
- Rabensburg (Autriche)